# Aceratium sericoleopsis
Aceratium sericoleopsis là một loài thực vật có hoa trong họ Côm. Loài này được Balgooy mô tả khoa học đầu tiên năm 1963.